# Stellaria montioides
Stellaria montioides är en nejlikväxtart som först beskrevs av Michael Pakenham Edgeworth och Hook. f., och fick sitt nu gällande namn av S.A. Ghazanfar. Stellaria montioides ingår i släktet stjärnblommor, och familjen nejlikväxter. Inga underarter finns listade i Catalogue of Life.